# یوکای برگ‌باریک
یوکای برگ‌باریک (نام علمی: Yucca angustissima) نام یک گونه از سرده یوکا است.